# Latrodectus curacaviensis
Latrodectus curacaviensis is een spinnensoort in de taxonomische indeling van de kogelspinnen (Theridiidae).
Het dier behoort tot het geslacht Latrodectus. De wetenschappelijke naam van de soort werd voor het eerst geldig gepubliceerd in 1776 door Müller.

## Verspreiding
Deze soort is vooral te vinden in Zuid-Amerika en de Kleine Antillen.